# 要愛，不要魔獸世界
《要爱，不要魔兽世界》是美国喜剧中心频道动画连续剧《南方公园》第10季的第8集，整个系列的第147集，首播于2006年10月4日。该集对流行的大型多人線上角色扮演遊戲魔兽世界以及游戏玩家本身进行谐仿。喜剧中心于9月30日公布该集，并作为南方公园第10季下半部首播片进行了宣传。该集的名称是对美国1960年代反越战口号“要做爱，不要作战”的滑稽模仿。

## 情节
一个叫詹金斯[I]的恶意胖子玩家，在游戏魔兽世界中反复的杀死南方公园孩子们的游戏角色。这个游戏中的恶棍沉迷于游戏之中，据说过去的一年半时间，每天都几乎全天泡在游戏裡，提升到很高的级别，以至于能够越过暴雪公司的游戏规则，而任意杀死其他玩家的角色，甚至可以杀掉游戏管理员。斯坦的父亲兰迪（Randy）对魔兽世界感起了兴趣，不过开始游戏没多久就被毫无现实人生（NO-LIFE）可言的大胖子恶棍杀掉了。
卡特曼纠集了學校所有的男孩以报复恶棍，他们准备同时登录游戏并一起攻击恶棍。然而，战斗刚一开始，恶棍就招来一群蝎子，轻易的把孩子们的角色杀掉了。大家于是都放弃，不玩游戏，用别的爱好消磨时间。暴雪公司的高層这时意识到不用多久，很多玩家就会受不了每次上线就被杀掉的苦恼，而彻底不玩游戏，而这也就会带来“世界的末日”——“魔兽世界的末日”。
然而卡特曼并不愿意放弃，他以“你们寧可恣意在阳光下打球，还是想在电脑前做一些真正有意义的事情”为由，说服了斯坦、凯尔、和肯尼继续玩下去，以图向恶棍复仇。接下来的两个月裡，他们每天玩21个小时，躲在森林裡杀野猪以躲避恶棍，并缓慢的增长经验值和等级——据卡特曼计算，为了提升30级，他们一共需要杀6534285头野猪。[II]经过了这个过程，他们变得又懒又胖，邋遢不堪。在学校，午休时间其他孩子都去午餐和休息，卡特曼他们四个却在電腦教室裡忙着玩游戏。在家裡，卡特曼不肯离开游戏，需要上厕所时他母亲只好举着便盆让他方便。四个孩子吃了太多微波炉加热的油炸食品，喝了太多機能性飲料熬夜趕工而长了满脸的痤疮。此外，他们还在日常生活中也用起了大量的互联网词汇，比如“über”（“超级”之意）、“pwn”（“主宰”之意）以及“R-tard”（“弱智”之意”）。
暴雪高層注意到他们游戏角色的快速成长，意识到他们也“完全没有现实人生”。高層认为这是打倒恶棍的机会，但是他们的统计显示孩子们失败的機率为90%，高層下定决心要帮助孩子们杀掉恶棍，决定把“万千真理之剑”（The Sword of a Thousand Truths）给孩子们。这个武器因为太过强大（每秒钟120点伤害，瞬间耗尽对方魔法，增加自己80点耐力）而在当初创造后就被从游戏删除而转存到一个1 GB的隨身碟裡。然而“暴雪会计部萨尔兹曼”曾经预言它终将被投入使用。不过孩子们并不知道行政人员们的计划，他们对恶棍发起了攻击，结果战斗进行了17个小时还是没有结果。
暴雪高層预测没有「万千真理之剑」的帮助，战斗不会胜利，他们带着隨身碟来到斯坦的家，却没料到孩子们其实在卡特曼家裡奮鬥。兰迪告诉行政人员们虽然他是个新手，却可以登录到游戏裡把剑转交给战斗中的孩子们。行政人员们不放心剑落在不太會玩的新手手裏，但最后不得已卻只好极不情愿的把剑交给了兰迪。几经周折，斯坦的父親兰迪在百思买店裡用魔兽世界的演示版进入了游戏，把武器交给了斯坦，自己也在过程中被恶棍打成重伤。斯坦用剑攻击恶棍，彻底耗尽了恶棍的魔法使其不能使用护罩。大家于是趁虚而入，肯尼放箭射中恶棍，凯尔对其施以火焰魔法，恶棍不支倒地，卡特曼随即打破了恶棍的头，而兰迪的角色也随后而伤重死去。
魔兽世界的玩家们庆祝恶棍角色的死亡，卡特曼则宣布他们这下“终于可以好好玩游戏了”。

## 制作
这集动画中大量使用了引擎电影，以制造更接近游戏的模拟画面。本来该集计划作为系列的第145集播出，但由于创作引擎电影的困难而被推迟而成了第147集。

### 合作
南方公园的创作者与暴雪娛樂合作以制作该集中使用的引擎电影。该集的说明中称，暴雪公司同意帮忙让他们大吃一惊。
片中引擎电影的背景是从游戏中的镜头拍摄得来，而玩家角色则是用Maya软件重新创作的，暴雪公司提供角色模型和电脑对其测试。暴雪公司还批准制片人在资料片燃烧的远征的内部测试服务器上拍摄引擎电影所用的场景。暴雪娱乐的总裁和共同创始人麦克·默尔海姆对这次合作发表以下声明：
南方公园的创作者有兴趣让魔兽世界作为新一季首集的主题让我们感到兴奋。我们合作的十分愉快。我们期待在这周首播时与我们的员工和玩家分享这一经历。
不过，片中的动画与《魔兽世界》的实际游戏过程有所不同，并且包含一些游戏中没有的元素：交谈动画、可以控制的NPC，种族为人类的猎人[III]，以及流血场面。片中的断头场景，是游戏中不可能出现的。而殺低級野豬也不可能升級至超級高等級。
南方公园第10季的一些DVD也相应的包含了魔兽世界的14天免费试玩。
该集播出之后，暴雪计划把该集中编造的“万千真理之剑”加入成为“燃烧的远征”资料片的一部分，这把剑被命名为“饥饿之寒”，与影片中造型相同，但能力不同，说明文字为“以杀死无人生者”。
不過事實上這把劍在後續的資料片「巫妖王之怒」中才加入遊戲，由在十人副本納克薩瑪斯中的首領葛羅巴斯，『收割者』高希或古魯斯所掉落，再改名為「無生命殺戮者」（Slayer of the Lifeless），事實上名稱的意思為「無生活者的殺手」與劇裡「No-Life」（缺乏現實生活）一詞一脈相承。說明文字則為「由薩茲曼所預言。」，與上述劇情吻合。

### 时间
该集的计划工作和数据搜集开始于2006年9月1日，片中引擎电影的制作则分5天“拍摄”而成，开始于9月20日，截至于10月3日。引擎电影之外的南方公园的普通动画创作与此同时进行，与该季其他不使用引擎电影的剧集一样在播放前12小时完成。

## 反响
该集播出后受到了普遍的好评。多媒体新闻和评论网站IGN给了该集9.3分的评分，称其为“最有趣的剧集之一”。
首播吸引了340万名观众，多数属于18到49岁之间的年龄组。这一收视率是2000年以来喜剧中心季中（下半季）首播最高的一次。然而第10季的最高收视率属于该季的全季首集“厨师的归来”，该集有350万观众收看。
该集在2007年黄金时段艾美奖中获最佳动画片奖。
魔獸世界在巫妖王之怒這個資料片中加入了成就系統，其中一個成就就叫做“要愛，不要魔獸争霸”（Make Love, Not Warcraft）。玩家需要擁抱(hug)敵對陣營玩家的屍體（未释放灵魂）來獲得這個成就。

## 脚注
1. ^ 虽然恶棍的名字在整集中都并未被提到，但官方FAQ说明他的名字是“詹金斯”，应该是以因游戏而出名的Leeroy Jenkins命名。[14]
2. ^ 这期间的背景音乐是Kiss合唱團主唱保罗·史丹利新专辑的主题曲《为胜利而战》（Live to Win），该集播出的时间比专辑发行的时间还早了两星期以上。
3. ^ 斯坦的父亲兰迪声称有一个“2级猎人”，尽管他的角色是一个背盾牌的人类。在《魔兽世界》中猎人职业既不能是人类也不能拿盾牌。在新的资料片《大地的裂变》中，可以选择人类猎人，不过还是不能使用盾牌。[15]